# Aleksandra Klejnowska
Aleksandra Jadwiga Klejnowska, née le 17 décembre 1982 est une haltérophile polonaise.

## Palmarès

### Haltérophilie aux Jeux olympiques
- JO de 2012 à Londres
  - 7e en moins de 53 kg.
- JO de 2008 à Pékin
  - 5e en moins de 58 kg.
- JO de 2004 à Athènes
  - 5e en moins de 58 kg.
- JO de 2000 à Sydney
  - 7e en moins de 58 kg.

### Championnats du monde d'haltérophilie
- Championnats du monde d'haltérophilie 2001 à Antalya
  -  Médaille d'or en moins de 58 kg.

### Championnats d'Europe d'haltérophilie
- Championnats d'Europe d'haltérophilie 2011 à Kazan
  -  Médaille de bronze de 58 kg.
- Championnats d'Europe d'haltérophilie 2008 à Lignano Sabbiadoro
  -  Médaille d'or en moins de 58 kg.
- Championnats d'Europe d'haltérophilie 2007 à Strasbourg
  -  Médaille de bronze de 58 kg.
- Championnats d'Europe d'haltérophilie 2006 à Władysławowo
  -  Médaille de bronze de 58 kg.
- Championnats d'Europe d'haltérophilie 2005 à Sofia
  -  Médaille d'argent en moins de 58 kg.
- Championnats d'Europe d'haltérophilie 2004 à Kiev
  -  Médaille d'or en moins de 58 kg.
- Championnats d'Europe d'haltérophilie 2002 à Antalya
  -  Médaille d'or en moins de 58 kg.
- Championnats d'Europe d'haltérophilie 2001 à Trenčín
  -  Médaille d'or en moins de 58 kg.
- Championnats d'Europe d'haltérophilie 2000 à Sofia
  -  Médaille d'argent en moins de 58 kg.